# Takanori Nishikawa

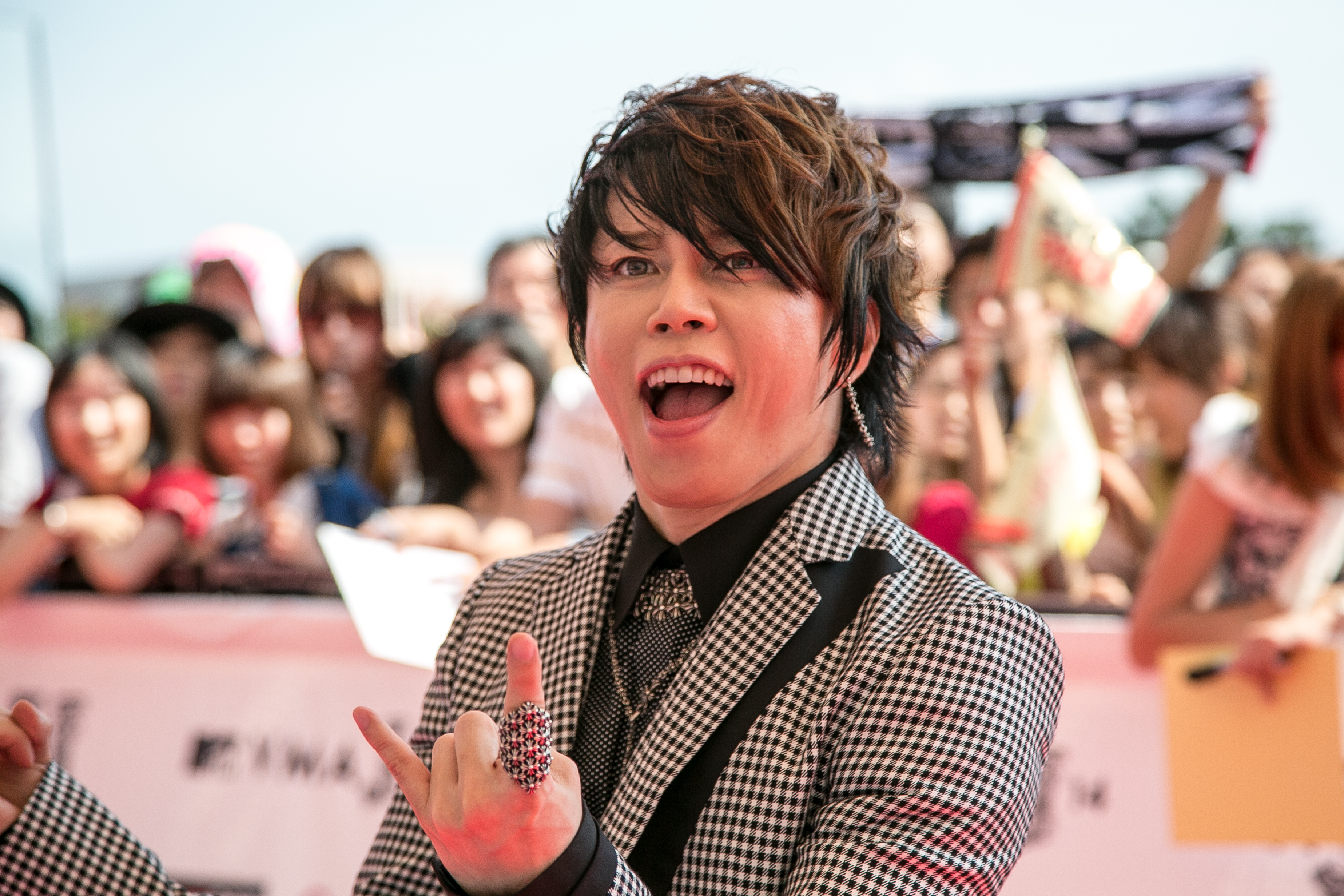
T.M.Revolution (2014)

Takanori Nishikawa (japanisch 西川 貴教, Nishikawa Takanori; * 19. September 1970 in Yasu, Präfektur Shiga), eher bekannt als T.M.Revolution (Takanori Makes Revolution), ist ein japanischer Popsänger.
T.M.Revolution ist eine Gruppe, die aus Komponist und Produzent Daisuke Asakura, Texter Akio Inoue und Sänger Takanori Nishikawa besteht. Bis zum Sommer Jahr 2007 hat er inzwischen 21 Singles und 11 Alben veröffentlicht. 1996 veröffentlichte er seine erste Single Dokusai (dt.: monopolisieren), welche viele Fans fand. Im späteren Verlauf des Jahres stieg er mit Heart of Sword – Yoake Mae (dt.: Schwertherz – Vor Sonnenaufgang), dem dritten Ending von Rurouni Kenshin, richtig ins Geschäft ein. Auch steuerte er jeweils zwei Lieder für die Animeserien Gundam Seed (Invoke, Meteor) und Gundam Seed Destiny (ignited, vestige) bei.

## Leben
Takanori Nishikawa entschloss sich bereits in der Mittelschule, Musiker zu werden. Er verließ die Oberschule, um in Tokio sein Glück zu versuchen. Seine erste Band, Luis-Mary, bestand allerdings nur drei Jahre (1990–1993).
1996 debütierte er als Solokünstler unter dem Namen „T.M.Revolution“, kurz für „Takanori Makes Revolution“. Unterstützt wurde er dabei von Akio Inoue, welcher die Texte schrieb und Daisuke Asakura, der schon damals ein bekannter Produzent war und die Arrangements der Songs übernahm. Am 13. Mai 1996 erschien mit Dokusai ~ monopolize die Debütsingle von T.M.R unter dem Label Antinos Records. Ende desselben Jahres wurde der Titel Heart of Sword ~ Yoake mae als drittes Ending des beliebten Animes Rurouni Kenshin eingesetzt, welcher ihm auch international bekannt machte. 1998 erschien mit Triple Joker das Album, welches ihm den großen Durchbruch ermöglichte. Es enthielt neben zahlreichen Top-10-Hits auch die erste Nr. 1, High Pressure. Das Album wurde über 2 Mio. mal verkauft.
1999 wurde mit Daisuke Asakura das Sonderprojekt „The end of genesis T.M.R.evolution turbo type D“ ins Leben gerufen. Während dieser Zeit produzierten Asakura und Nishikawa das weniger bekannte Album Suit Season, welches die Titel Kagerō, Gekkō, und Setsugen, sowie zahlreiche Instrumentalstücke enthält. 2001 veröffentlichte T.M.R das Album Coordinate, welches das Gundam-Seed-Opening Invoke sowie den Insertsong Meteor enthielt. Es handelt sich um das erste Album, welches in den USA unter Tofu Records offiziell verkauft wurde. Mit den Gundamsongs und seinem Debüt in Amerika nahm die Zahl seiner internationalen Fans schnell zu.
2003 und 2004 folgten Liveauftritte auf den Conventions Otakon (Baltimore) und PMX (Anaheim). Auch das 2004 folgende Album Seventh Heaven wurde erfolgreich in Japan und den USA verlegt. Der Titel Zips wurde für ein Musikvideo von Gundam Seed verwendet. Dass T.M.Revolution nicht nur für Anime Titelsongs produzieren kann, stellte er mit Web of Night, dem Opening für Spider-Man 2 unter Beweis. Das Lied existiert in japanischer und englischer Version. Beide finden sich auf dem Album Vertical Infinity, welches außerdem das Opening Ignited von Gundam Seed Destiny enthält. Der Oricon-Nr. 1 Ignited folgte wenig später die Single Vestige, der Gundam Seed Destiny-Insertsong.
Zum 1. Januar 2006 erschien mit UNDER:COVER ein self-cover-Album, wobei die Titelliste in einem Fanevent bestimmt wurde. Am 13. Mai 2006 feierte Takanori Nishikawa sein zehntes Bandjubiläum. Kurze Zeit später erschienen die Best of Billion mit allen bisherigen Singles und die entsprechende DVD.
Am 6. Dezember 2006 debütierte er als Mitglied und Sänger der Band Abingdon Boys School (kurz a.b.s), welche mit Innocent Sorrow das Opening zum Anime D.Gray-man beisteuerte.

## Zusatzinformationen
Seit 1998 leitet Takanori Nishikawa die Firma DIESEL Corporation, welche ein Promotionsbüro für unbekannte Talente, den Fanclub TURBO und die Modemarke DEFRÖCK umfasst. Der zugehörige Store Babelfish befindet sich im Stadtteil Ebisu von Tokio. Allerdings wurde die Produktion durch das zehnte Jubiläum und die neue Band Abingdon Boys School unterbrochen.
Takanori heiratete 1999 Yumi Yoshimura (Puffy), doch 2002 ließen sie sich scheiden.
Er leitete lange Zeit die Radiosendung All Night Nippon, die am 26. September 2005 eingestellt wurde. Takanori moderierte weiterhin ein Jahr lang (bis Anfang 2006) die Musiksendung Popjam beim Sender NHK, welche sich während dieser Zeit großer Beliebtheit erfreute.
Weiterhin war er aktiv als Seiyū für die Animeserien Rurouni Kenshin (Orochi no Ken), Gundam Seed (Miguel Aiman) und Gundam Seed Destiny (Haine Westenfluss). Der Name Haine Westenfluss setzt sich zusammen aus seinem alten Spitznamen aus den Zeiten seiner ersten Band Luis-Mary und seinem normalen Nachnamen. Nishikawa bedeutet Westen (西) und Fluss (川).
2006 feierte T.M.Revolution sein 10. Bandjubiläum, weshalb zwei Sonderprojekte mit den Universal Studios Japan durchgeführt wurden. Eines am 13. Mai (dem eigentlichen Jubiläum) sowie dem 19. September (Nishikawas Geburtstag). Bei letzterem trat er zusammen mit der Showgruppe des Peter Pan Neverlands auf.
2007 tritt Takanori nach einer achtjährigen Pause wieder in einem Musical auf. Er spielt J. Pierrepont Finch, den Hauptcharakter des Broadwaymusicals How to Succeed in Business Without Really Trying. Host ist der Fernsehsender Fuji TV. Geplant sind Vorstellungen vom 21. April bis 26. Mai in Tokio, Osaka und Nagoya.

## Diskografie

### Alben
| Jahr                   | Titel                                            | Höchstplatzierung, Gesamtwochen, AuszeichnungChartsChartplatzierungen (Jahr, Titel, Platzierungen, Wochen, Auszeichnungen, Anmerkungen) | Anmerkungen                                        |
| Jahr                   | Titel                                            | JP | Anmerkungen                                        |
| ---------------------- | ------------------------------------------------ | --- | -------------------------------------------------- |
| als T.M.Revolution     |                                                  | |                                                    |
|                        |                                                  | |                                                    |
| 1996                   | Makes Revolution                                 | JP20 Gold · (31 Wo.)JP | Erstveröffentlichung: 12. August 1996              |
| 1997                   | Restoration Level -> 3                           | JP5 Platin · (48 Wo.)JP | Erstveröffentlichung: 21. Februar 1997             |
| 1998                   | Triple Joker                                     | JP1 ×4Vierfachplatin · (22 Wo.)JP | Erstveröffentlichung: 21. Januar 1998              |
| 1999                   | The Force                                        | JP2 Diamant · (10 Wo.)JP | Erstveröffentlichung: 10. März 1999                |
| 2000                   | Suite Season                                     | JP2 (2 Wo.)JP | Erstveröffentlichung: 2. Februar 2000              |
| 2000                   | DISCORdanza Try My Remix – Single Collections    | JP4 Gold · (8 Wo.)JP | Erstveröffentlichung: 28. Juni 2000                |
| 2000                   | Progress                                         | JP3 Gold · (6 Wo.)JP | Erstveröffentlichung: 12. Oktober 2000             |
| 2002                   | B★E★S★T                                          | JP4 Gold · (7 Wo.)JP | Erstveröffentlichung: 1. Juli 2002                 |
| 2003                   | Coordinate                                       | JP9 Gold · (17 Wo.)JP | Erstveröffentlichung: 26. März 2003                |
| 2004                   | Seventh Heaven                                   | JP6 Gold · (9 Wo.)JP | Erstveröffentlichung: 17. März 2004                |
| 2005                   | Vertical Infinity                                | JP3 Gold · (8 Wo.)JP | Erstveröffentlichung: 26. Januar 2005              |
| 2006                   | Under:Cover                                      | JP8 Gold · (9 Wo.)JP | Erstveröffentlichung: 1. Januar 2006               |
| 2006                   | 1000000000000                                    | JP1 Gold · (13 Wo.)JP | Erstveröffentlichung: 7. Juni 2006 Kompilation     |
| 2009                   | T.M.Revolution Single Collection 96–99 -Genesis- | JP35 (1 Wo.)JP | Erstveröffentlichung: 25. März 2009 Kompilation    |
| 2010                   | X42S – Revolution                                | JP4 (8 Wo.)JP | Erstveröffentlichung: 24. März 2010                |
| 2011                   | Cloud Nine                                       | JP2 (15 Wo.)JP | Erstveröffentlichung: 20. April 2011               |
| 2011                   | 宴 -Utage-                                       | JP2 (11 Wo.)JP | Erstveröffentlichung: 16. November 2011            |
| 2012                   | T.M.R. LIVE Revolution 11-12 -Cloud Nine-        | JP7 (4 Wo.)JP | Erstveröffentlichung: 12. September 2012 Livealbum |
| 2013                   | Under:Cover 2                                    | JP4 (8 Wo.)JP | Erstveröffentlichung: 27. März 2013                |
| 2013                   | Geisha Boy -Anime Song Experience-               | JP6 (8 Wo.)JP | Erstveröffentlichung: 9. Oktober 2013              |
| 2015                   | Ten (天)                                         | JP2 (13 Wo.)JP | Erstveröffentlichung: 13. Mai 2015                 |
| 2016                   | 2020 -T.M.Revolution All Time Best-              | JP1 (21 Wo.)JP | Erstveröffentlichung: 11. Mai 2016                 |
| 2018                   | T.M.R. Live Revolution ’17 -Round House Cutback- | JP22 (2 Wo.)JP | Erstveröffentlichung: 28. März 2018 Livealbum      |
| als Takanori Nishikawa |                                                  | |                                                    |
|                        |                                                  | |                                                    |
| 2019                   | SINGularity                                      | JP2 (10 Wo.)JP | Erstveröffentlichung: 6. März 2019                 |
| 2022                   | SINGularity II -過形成のprotoCOL-                | JP11 (5 Wo.)JP | Erstveröffentlichung: 10. August 2022              |

### Singles
| Jahr                   | Titel Album                                                        | Höchstplatzierung, Gesamtwochen, AuszeichnungChartsChartplatzierungen (Jahr, Titel, Album, Platzierungen, Wochen, Auszeichnungen, Anmerkungen) | Anmerkungen                                                                                        |
| Jahr                   | Titel Album                                                        | JP | Anmerkungen                                                                                        |
| ---------------------- | ------------------------------------------------------------------ | --- | -------------------------------------------------------------------------------------------------- |
| als T.M.Revolution     |                                                                    | | |
|                        |                                                                    | | |
| 1996                   | Dokusai -monopolize- Makes Revolution                              | JP28 (5 Wo.)JP | Erstveröffentlichung: 13. Mai 1996                                                                 |
| 1996                   | Heart of Sword – Yoakemae Restoration Level -> 3                   | JP16 Gold + Gold (Digital) · (46 Wo.)JP | Erstveröffentlichung: 11. November 1996 drittes Ending von Rurouni Kenshin                         |
| 1997                   | Level 4 Triple Joker                                               | JP18 Platin · (35 Wo.)JP | Erstveröffentlichung: 21. April 1997                                                               |
| 1997                   | High Pressure Triple Joker                                         | JP4 ×2Doppelplatin · (24 Wo.)JP | Erstveröffentlichung: 1. Juli 1997                                                                 |
| 1997                   | White Breath Triple Joker                                          | JP1 Diamant + Gold (Digital) · (18 Wo.)JP | Erstveröffentlichung: 22. Oktober 1997                                                             |
| 1998                   | Aoi Hekireki –                                                     | JP— PlatinJP | Erstveröffentlichung: 25. Februar 1998                                                             |
| 1998                   | Hot Limit The Force                                                | JP1 Platin + Gold (Digital) · (13 Wo.)JP | Erstveröffentlichung: 24. Juni 1998 · + JP: Gold (Streaming)                                       |
| 1998                   | Thunderbird The Force                                              | JP3 Platin · (15 Wo.)JP | Erstveröffentlichung: 7. Oktober 1998                                                              |
| 1998                   | Burnin’ X’mas The Force                                            | JP2 Platin · (12 Wo.)JP | Erstveröffentlichung: 28. Oktober 1998                                                             |
| 1999                   | Wild Rush The Force                                                | JP2 Platin · (8 Wo.)JP | Erstveröffentlichung: 3. Februar 1999                                                              |
| 2000                   | Black or White? Version 3 Progress                                 | JP5 (6 Wo.)JP | Erstveröffentlichung: 19. April 2000                                                               |
| 2000                   | Heat Capacity Progress                                             | JP8 (6 Wo.)JP | Erstveröffentlichung: 24. Mai 2000                                                                 |
| 2000                   | Madan -Der Freischütz- Progress                                    | JP8 (7 Wo.)JP | Erstveröffentlichung: 6. September 2000                                                            |
| 2001                   | Boarding Coordinate                                                | JP5 (5 Wo.)JP | Erstveröffentlichung: 7. Februar 2001                                                              |
| 2002                   | Out of Orbit -Triple Zero- Coordinate                              | JP6 (3 Wo.)JP | Erstveröffentlichung: 1. Juli 2002                                                                 |
| 2002                   | Invoke Coordinate                                                  | JP2 Platin + Platin (Digital) · (16 Wo.)JP | Erstveröffentlichung: 30. Oktober 2002 erstes Opening von Gundam Seed                              |
| 2004                   | Albireo Seventh Heaven                                             | JP3 (6 Wo.)JP | Erstveröffentlichung: 25. Februar 2004                                                             |
| 2004                   | Web of Night Vertical Infinity                                     | JP5 (8 Wo.)JP | Erstveröffentlichung: 27. Juli 2004 japanisches Schlusslied von Spider-Man 2                       |
| 2004                   | Ignited Vertical Infinity                                          | JP1 Platin + Platin (Digital) · (16 Wo.)JP | Erstveröffentlichung: 3. November 2004 erstes Opening von Gundam Seed Destiny                      |
| 2005                   | Vestige –                                                          | JP1 Gold + Gold (Mobile Downloads) · (13 Wo.)JP                                                                                                | Erstveröffentlichung: 17. August 2005 aus Gundam Seed Destiny                                      |
| 2008                   | Resonance –                                                        | JP4 Gold (Mobile Downloads) · (17 Wo.)JP | Erstveröffentlichung: 11. Juni 2008 Opening von Soul Eater                                         |
| 2010                   | Naked Arms / Sword Summit Cloud Nine                               | JP3 Gold + Gold (Digital) · (11 Wo.)JP | Erstveröffentlichung: 11. August 2010 · + JP: Gold (Mobile Downloads Sword Summit)                 |
| 2010                   | Save The One, Save The All Cloud Nine                              | JP4 (9 Wo.)JP | Erstveröffentlichung: 1. Dezember 2010                                                             |
| 2011                   | Flags 宴 -Utage-                                                   | JP4 (9 Wo.)JP | Erstveröffentlichung: 4. Juni 2011 Theme Song von Sengoku Basara: The Last Party                   |
| 2013                   | Preserved Roses –                                                  | JP— Gold + Platin (Digital)JP | Erstveröffentlichung: 15. Mai 2013 mit Nana Mizuki                                                 |
| 2013                   | Kakumei Dualism –                                                  | JP— Gold + Gold (Digital)JP | Erstveröffentlichung: 23. Oktober 2013 mit Nana Mizuki                                             |
| 2014                   | Tsuki Yabureru (突キ破レル) – Time to Smash! Ten (天)              | JP8 (6 Wo.)JP | Erstveröffentlichung: 6. August 2014                                                               |
| 2014                   | Phantom Pain Ten (天)                                              | JP12 (5 Wo.)JP | Erstveröffentlichung: 3. September 2014                                                            |
| 2015                   | Double-Deal Ten (天)                                               | JP9 (5 Wo.)JP | Erstveröffentlichung: 5. August 2015                                                               |
| 2016                   | Committed Red / Inherit the Force (-インヘリット・ザ・フォース-) – | JP10 (6 Wo.)JP | Erstveröffentlichung: 6. April 2016                                                                |
| 2016                   | Raimei –                                                           | JP15 (7 Wo.)JP | Erstveröffentlichung: 31. August 2016                                                              |
| als Takanori Nishikawa |                                                                    | | |
|                        |                                                                    | | |
| 2018                   | Bright Burning Shout –                                             | JP8 (8 Wo.)JP | Erstveröffentlichung: 7. März 2018                                                                 |
| 2018                   | His/Story / Roll The Dice –                                        | JP14 (7 Wo.)JP | Erstveröffentlichung: 14. November 2018 Opening / Ending von "Thunderbolt Fantasy Sword Seekers 2" |
| 2019                   | Crescent Cutlass –                                                 | JP11 (4 Wo.)JP | Erstveröffentlichung: 23. August 2019                                                              |
| 2021                   | Eden Trough the Rough –                                            | JP15 (7 Wo.)JP | Erstveröffentlichung: 21. April 2021 Opening von Edens Zero                                        |
| 2022                   | Ichiban hikare! -Butchigire- (一番光れ！-ブッチギレ-) –            | JP35 (3 Wo.)JP | Erstveröffentlichung: 27. Juli 2022 Opening von Butchigire!                                        |
| 2023                   | Never say Never (初回生産限定盤) –                                 | JP23 (4 Wo.)JP | Erstveröffentlichung: 26. April 2023                                                               |
| 2024                   | Freedom (完全生産限定盤) –                                         | JP3 (26 Wo.)JP | Erstveröffentlichung: 24. Januar 2024                                                              |

Weitere Lieder
- 2003: Meteor -(ミーティア)- (JP: Gold (Mobile Downloads))
- 2011: Crosswise (JP: Gold (Downloads))

### Videoalben
| Jahr                   | Titel                                                                      | Höchstplatzierung, Gesamtwochen, AuszeichnungChartsChartplatzierungen (Jahr, Titel, Platzierungen, Wochen, Auszeichnungen, Anmerkungen) | Anmerkungen                              |
| Jahr                   | Titel                                                                      | JP | Anmerkungen                              |
| ---------------------- | -------------------------------------------------------------------------- | --- | ---------------------------------------- |
| als T.M.Revolution     |                                                                            | |                                          |
|                        |                                                                            | |                                          |
| 1996                   | Live Revolution 1 – Makes Revolution                                       | — | Erstveröffentlichung: 1. Dezember 1996   |
| 1997                   | Live Revolution 2 – Ishin Level -> 3                                       | — | Erstveröffentlichung: 1. August 1997     |
| 1998                   | Triple Joker                                                               | — | Erstveröffentlichung: 1. März 1998       |
| 1998                   | Live Revolution 3 -King of Joker-                                          | — | Erstveröffentlichung: 18. Juni 1998      |
| 1999                   | Live Revolution 4 -The Force-                                              | — | Erstveröffentlichung: 21. Mai 1999       |
| 2000                   | End of Genesis T.M.R.Evolution Turbo Type D -Live Arena 2000 A.D.-         | JP10 (2 Wo.)JP | Erstveröffentlichung: 26. Juli 2000      |
| 2002                   | T.M.Revolution 0002                                                        | — | Erstveröffentlichung: 1. Juli 2002       |
| 2002                   | T.M.Revolution DVD Series The Summary -summarize 1-                        | — | Erstveröffentlichung: 1. Juli 2002       |
| 2002                   | T.M.Revolution DVD Series The Summary -summarize 2-                        | — | Erstveröffentlichung: 1. Juli 2002       |
| 2002                   | T.M.Revolution DVD Series The Summary -summarize 3-                        | — | Erstveröffentlichung: 1. Juli 2002       |
| 2002                   | T.M.Revolution DVD Series The Summary -summarize 4-                        | — | Erstveröffentlichung: 1. Juli 2002       |
| 2002                   | T.M.R. Live Revolution ’02 B★E★S★T Special –Summer Crush 2002-             | JP14 (2 Wo.)JP | Erstveröffentlichung: 4. Dezember 2002   |
| 2003                   | Sonic Warp the Visual Fields                                               | JP9 (3 Wo.)JP | Erstveröffentlichung: 19. November 2003  |
| 2005                   | T.M.Revolution Seventh Heaven T.M.R. Live Revolution ’04                   | JP19 (4 Wo.)JP | Erstveröffentlichung: 24. März 2005      |
| 2006                   | 1000000000000                                                              | JP6 (9 Wo.)JP | Erstveröffentlichung: 21. Juni 2006      |
| 2007                   | Under:Cover ’06                                                            | JP8 (5 Wo.)JP | Erstveröffentlichung: 18. April 2007     |
| 2012                   | T.M.R. Live Revolution ’12 -15th Anniversary Final-                        | JP6 (3 Wo.)JP | Erstveröffentlichung: 19. September 2012 |
| 2014                   | T.M.R. Live Revolution ’13 -Under II Cover-                                | JP5 (3 Wo.)JP | Erstveröffentlichung: 12. Februar 2014   |
| 2017                   | 2020 -T.M.Revolution All Time Visual Collection-                           | JP8 (4 Wo.)JP | Erstveröffentlichung: 10. Mai 2017       |
| 2017                   | T.M.R. Live Revolution ’16-’17 -Route 20- Live at Nippon Budokan           | JP13 (5 Wo.)JP | Erstveröffentlichung: 23. August 2017    |
| 2018                   | T.M.R. Live Revolution ’17 -20th Anniversary Final at Saitama Super Arena- | JP23 (3 Wo.)JP | Erstveröffentlichung: 28. März 2018      |
| 2023                   | T.M.R. Live Revolution ’22-’23 -Vote Japan- (初回生産限定盤)               | — | Erstveröffentlichung: 20. Dezember 2023  |
| als Takanori Nishikawa |                                                                            | |                                          |
|                        |                                                                            | |                                          |
| 2019                   | Takanori Nishikawa Live Tour 001 [SINGularity]                             | JP22 (2 Wo.)JP | Erstveröffentlichung: 27. November 2019  |
| 2023                   | Takanori Nishikawa Live Tour 002 “SINGularity II”                          | JP14 (2 Wo.)JP | Erstveröffentlichung: 12. April 2023     |

### Auszeichnungen für Musikverkäufe
Anmerkung: Auszeichnungen in Ländern aus den Charttabellen bzw. Chartboxen sind in ebendiesen zu finden.
| Land/RegionAuszeichnungen für Musikverkäufe (Land/Region, Auszeichnungen, Verkäufe, Quellen) | Gold       | Platin       | Diamant     | Verkäufe   | Quellen            |
| -------------------------------------------------------------------------------------------- | ---------- | ------------ | ----------- | ---------- | ------------------ |
| Japan (RIAJ)                                                                                 | 25× Gold25 | 18× Platin18 | 2× Diamant2 | 11.550.000 | riaj.or.jp JP2 JP3 |
| Insgesamt                                                                                    | 25× Gold25 | 18× Platin18 | 2× Diamant2 |            |                    |